# Georg Hellmesberger senior
Georg Hellmesberger (24. april 1800 i Wien — 16. august 1873 sammesteds) var en østerrigsk violinist, far til Joseph Hellmesberger senior og Georg Hellmesberger junior.
1829 blev han dirigent ved hofoperaen og 1833 professor ved konservatoriet. Han har været lærer for blandt andre Ernst, Miska Hauser, Joachim og Auer samt komponerede violinkoncerter, strygekvartetter med mere.